# Ūdarj
Ūdarj (persiska: اودرج) är en ort i Iran.   Den ligger i provinsen Kerman, i den centrala delen av landet, 700 km sydost om huvudstaden Teheran. Ūdarj ligger 1 979 meter över havet och antalet invånare är 293.
Terrängen runt Ūdarj är bergig. Runt Ūdarj är det ganska glesbefolkat, med 28 invånare per kvadratkilometer. Närmaste större samhälle är Jarjāfk, 16,2 km öster om Ūdarj. Trakten runt Ūdarj är ofruktbar med lite eller ingen växtlighet.